# Mary Foster
Mary Louise Foster (Melrose, Massachusetts, 20 d'abril de 1865 – Pembroke, Massachusetts, 21 de juny de 1960) va ser una bioquímica, química investigadora i pedagoga estatunidenca.

## Educació
Entre els anys 1878 i 1883, va assistir a la Latin School per a noies de Boston, Massachusetts, i més tard va estudiar a l'Smith College de 1888 a 1891. Després de la seva graduació, Foster va ensenyar Química i Física a la West Roxbury High School mentre estava matriculada al Massachusetts Institute of Technology de Boston (1893–1895), on seguia cursos de botànica, fisiologia, bacteriologia i mineralogia i on fou alumna d'Ellen Swallow Richards, química pionera. El 1912 va completar la llicenciatura, i dos anys més tard va obtenir el doctorat a la Universitat de Chicago. Va passar l'estiu de 1917 a l'Institut Rockefeller d'Investigació Mèdica.

## Carrera
El 1898, Foster va trobar feina com a professora de química a la Lynn High and Classical School. L'any següent, es va convertir en investigadora assistent al Laboratori de Fisiologia i Química de Nova York, on va romandre fins al 1901. El 1903, Foster va treballar com a química investigadora al departament de farmacologia de la Universitat de Colúmbia, on va estar fins al 1907. Paral·lelament a la seva recerca, també va ser professora al departament de química del Woman's Medical College de Nova York (1904-1905). Després de treballar a la Universitat de Colúmbia, Foster va ser nomenada instructora i més tard professora associada a l'Smith College, on va tenir un paper important en la introducció del camp de la bioquímica al currículum. Va oferir el primer curs de bioquímica durant 1916-17, i amb l'excepció dels semestres que va estar de permís sabàtic, va impartir aquest i altres cursos de bioquímica fins a la jubilació el 1933.
L'any 1920 se li va oferir el càrrec de directora de l'International Institute for Girls in Spain, situat a Madrid. S'hi va estar durant dos anys, abans de tornar a l'Smith com a presidenta del Comitè d'Especialitats Interdepartamentals, càrrec que va ocupar fins al 1927. El 1928 va ser nomenada membre del Comitè d'Honors Especials. Després d'un segon període breu a l'Institut Internacional, Foster es va traslladar al Santiago College, de Xile, per treballar com a Directora de Nous Laboratoris de Química i Física. Va ser allà on va fer la majoria de les investigacions més destacades, publicant moltes vegades i impartint diverses conferències en el seu camp.

## El Laboratori Foster
Mentre era directora de l'Institut Internacional, Foster va ajudar a crear i organitzar el laboratori de la Residencia de Señoritas, anomenat Laboratori Foster i actiu ja es de 1920. Per iniciativa de Maria de Maeztu, la Junta per a l'Ampliació d'Estudis (JAE) va equipar un local com a laboratori universitari, encaminat sobretot a adquirir-hi tècniques bàsiques, i destinat a les estadants de la Residència i també a alumnes externes, perquè en aquells anys no es feien pràctiques, a la universitat, fins al punt que el professorat de química de diverses facultats oferí convalidar exàmens de química amb les pràctiques fetes al laboratori de Mary Foster. La seva existència va influir, doncs, decisivament en la formació de moltes dones de ciència espanyoles d'aquells anys, entre les quals Dorotea Barnés, la catalana Josefa Barba-Gosé Flexner, coneguda com a Pepita Barba, Josefa González Aguado, Concha Criado Máñez...
| «                    | El 1920, quan vaig entrar en contacte amb l'ensenyament a Espanya […] l'ensenyament de la química consistia en la memorització de les paraules del llibre de text. […] Convidada per la Junta en col·laboració amb l'International Institute for Girls in Spain vaig anar, el setembre de 1920, a ensenyar mètodes de laboratori a la Residència de Senyoretes […]. Jo vaig preparar cursos de quatre hores setmanals d'anàlisis químiques quantitatives i qualitatives. […] Les meves primeres estudiants van adquirir una bona tècnica de laboratori, així com la comprensió del mètode científic. Moltes tenen ara les seves pròpies farmàcies a diferents ciutats espanyoles. […] Una altra jove dona és la cap de la secció de vacunes al Laboratori Provincial de Zamora, dues més són metges i una és dentista, fins i tot una altra està vinculada al laboratori de les duanes... | » |
| — Mary Foster (1931) | |   |

## Recerca i publicacions
Mary Foster estigué especialment interessada en la història de la química, i n'estudià la tradició àrab i el llegat hispànic; així, al 1930 estudià amb una beca de Consell Americà de Societats Docents, la tradició alquímica a Espanya. Resultat d'aquella recerca, va ser la primera traducció a l'anglès del Lapidari d'Alfons X de Castella. També va fer recerca en bioquímica i espectroscòpia molecular, i publicà diversos treballs, un dels quals signat conjuntament amb Dorotea Barnés, una de les seves alumnes. Va escriure també un llibre sobre la Vida d'Antoine Lavoisier, pare de la química moderna, i un altre sobre Bernard Palissy, científic del segle XVI.
Va assistir en nom de l'Smith College al Congrés Internacional d'Història de la Ciència i la Tecnologia celebrat el 1931 a Londres. I a l'abril de 1934, al IX Congrés Internacional de Química Pura i Aplicada que va tenir lloc a Espanya. Va formar part de la History of Science Society.

### Publicacions seleccionades
- Els espectres d'absorció de les solucions de glicina i la seva interpretació (1933)
- La influència dels grups substituents en l'espectre d'absorció visible i ultraviolat dels aminoàcids i substàncies relacionades (1932)
- Els espectres d'absorció visible i ultraviolat de certs aminoàcids i la seva importància (1931)
- Un estudi d'algunes de les característiques químiques i de l'espectre d'absorció de la cistina (1930)
- Estudis sobre un mètode per a l'estimació quantitativa de determinats grups en fosfolipines (1915)
- Un estudi preliminar de l'activitat bioquímica de Bacillus lactis erythrogenes (1913)
- Estudi comparatiu del metabolisme de pneumococs, estreptococs, bacillus lactis erythrogenes i bacillus anthracoides (1913)[7]